# Castillo de Besora (Santa María de Besora)
El castillo de Besora es un castillo que corona una colina, situado a poniente del pueblo de Santa María de Besora, y a una altitud de 1.023 metros, en la comarca de Osona, del que hoy tan solo quedan las ruinas. Fue el centro histórico del territorio de los actuales municipios de Santa María de Besora, San Quirico de Besora y Montesquiu.
El historiador Carreras y Candi publicó en 1892 una serie de datos sobre el castillo de Besora y su decadencia física, la cual se ha ido agravando con el paso del tiempo hasta quedar sólo restos de muros del castillo y de la iglesia románica que aún conserva el ábside y algunas fajas lombardas en el cuerpo lateral.

## Historia

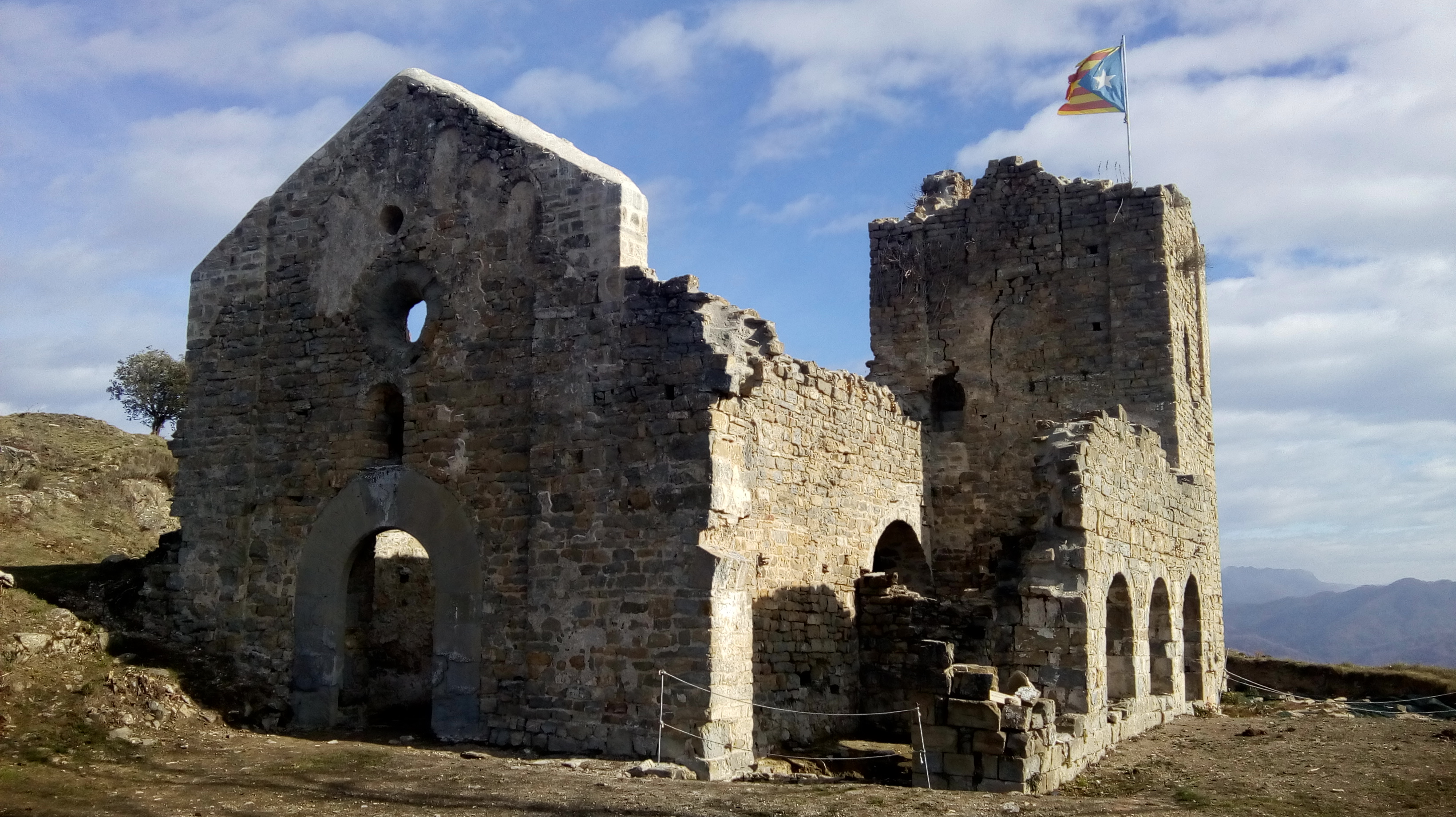
Castillo de Besora en 2018

Las primeras noticias del castro Bisora y castro Bisaura datan de los años 885 y 887, en tiempos de Wifredo el Velloso. El primer documento en que consta una referencia más concreta sobre Besora data del 898 cuando el obispo Gomar de Vich consagró las iglesias de Santa María y San Quirico por solicitud de la abadesa Emma del monasterio de San Juan de Ripoll (dicho más tarde de las Abadesas). A partir de entonces, las dos parroquias de Besora formarán parte de la dotación del monasterio de San Juan. Hay que precisar que esta primitiva iglesia parroquial de Santa María era la de arriba del castillo y de la que aún quedan ruinas del siglo XI.
La primera noticia documentada del castillo data del 921 con motivo de una venta a la abadesa Emma de un terreno propiedad del castro Bisaura (la palabra Bisaura ha acabado denominando la región natural del entorno de San Quirico de Besora). En el aspecto civil, el dominio del término de Besora pertenecía a los condes de Barcelona, los cuales tenían en Besora un caballero con título de vicarius o veguer. De hecho, era el señor de los términos y castillo. El primer señor conocido de Besora se llamaba Ermemir (975) y estaba casado con Ingilberga que, viviendo su marido, tuvo una hija natural con el conde Oliba Cabreta de Cerdaña que se dijo Ingilberga y que fue la última abadesa de San Juan. En 1136, Ramón Berenguer IV encomendó varios castillos, entre ellos el de Besora, al gran senescal Guillem Ramón. Más adelante, los feudatarios o castellanos adoptaron de nuevo el locativo de Besora con el retorno del conocido nombre de Gombau de Besora entre los sucesores (1201). Durante el reinado del rey Jaime I el Conquistador, Guillermo de Besora concurrió a la conquista de Valencia (1238). En 1243, Ramón de Besora celebró un acuerdo con Ramón de Milany a causa de unas disensiones, aunque posteriormente descendientes de los Besora y los Milany llegaron a casarse. En 1276, el rey Pedro el Grande ordenó que se devolviera a Gastón de Moncada, vizconde de Bearne, la potestad del castillo de Besora, si bien en 1285 el monarca reclamó la posesión de Besora y Curull para la corona. En el año 1329, los comisarios reales embargan al señor de Besora todos los honores, censos y pertenencias del término del castillo debido a sus desastrosas finanzas. A partir de aquí, la posesión del castillo se alterna entre los señores de Besora y los condes-reyes catalanes (Pedro IV de Aragón, Juan I de Aragón, Martín I de Aragón y Fernando I de Aragón).